# Am I Black Enough for You?
Albums de Schoolly D
Smoke Some Kill
(1988) How a Black Man Feels
(1991)
Singles
1. Livin' in the Jungle
Sortie : 1989
2. Pussy Ain't Nothin'
Sortie : 1989

Am I Black Enough for You? est le quatrième album studio de Schoolly D, sorti le 27 juillet 1989.
Cet opus n'a été ni un succès critique ni un succès commercial et n'a été classé dans aucun chart.

## Liste des titres
| No  | Titre                             | Contient un (des) sample(s) de | Durée |
| --- | --------------------------------- | --- | ----- |
| 1.  | Black                             | | 0:29  |
| 2.  | Gangster Boogie                   | Gangster Boogie des Chicago Gangsters Blow Your Head de Fred Wesley and The J.B.'s Introduction to Star Time! de James Brown You Got to Have a Mother for Me de James Brown | 4:06  |
| 3.  | It's Like Dope                    | Soul Power (Live) de James Brown | 3:46  |
| 4.  | D. Is For                         | I Can't Stand It de James Brown | 3:47  |
| 5.  | Black Is...                       | Feel Good de Fancy | 0:30  |
| 6.  | Gucci Again                       | Gucci Time de Schoolly D | 3:42  |
| 7.  | Pussy Ain't Nothin'               | Voodoo Child (Slight Return) de Jimi Hendrix Long Red de Mountain | 3:04  |
| 8.  | Black Attack                      | | 0:40  |
| 9.  | Who's Schoolin' Who?              | Give It Up or Turnit a Loose (Remix) de James Brown Flash It to the Beat de Grandmaster Flash and The Furious Five Sayin' It and Doin' It de James Brown Coldblooded de James Brown | 3:17  |
| 10. | Mama Feelgood                     | Mama Feelgood de Lyn Collins Damn Right I'm Somebody de Fred Wesley and The J.B.'s Think (About It) de Lyn Collins Funky Soul Makossa de Nairobi featuring The Awesome Foursome Christmas Rappin' de Kurtis Blow Jazzy Sensation d'Afrika Bambaataa and The Jazzy 5 La Di Da Di de Doug E. Fresh et Slick Rick Triple Threat des Z-3 MC's | 3:30  |
| 11. | Get off Your Ass and Get Involved | Get Off Your Ass and Jam de Funkadelic Get Up, Get Into It, Get Involved de James Brown | 1:53  |
| 12. | Education of a Black Man          | Kissing My Love de Bill Withers | 2:29  |
| 13. | Black Education                   | Planetary Citizen du Mahavishnu Orchestra | 1:03  |
| 14. | Livin' in the Jungle              | Damn Right I'm Somebody de Fred Wesley and The J.B.'s The Jam de Graham Central Station Apache de l'Incredible Bongo Band The Jungle de Black Heat Gucci Again de Schoolly D | :34   |
| 15. | Black Jesus                       | Crab Apple d'Idris Muhammad Changin' de Brass Construction Hit or Miss de Bo Diddley | 3:50  |
| 16. | Super Nigger                      | Super Nigger de Richard Pryor The Queen de Rudy Ray Moore | 1:53  |
| 17. | Am I Black Enough for You?        | Am I Black Enough for You de Billy Paul Fat City Strut de Mandrill Soul Power 74 de Maceo & the Macks Give It to You d'Upp Hook and Sling - Part I d'Eddie Bo Hot Pants Road des J.B.'s | 4:24  |
| 18. | Don't Call Me Nigger              | Do the Funky Penguin de Rufus Thomas Don't Call Me Nigger, Whitey de Sly & the Family Stone | 3:36  |
| 19. | Black Power                       | Fire & Fury Grass Roots Speech (Side One) de Malcolm X Brother Green (The Disco King) du Roy Ayers Ubiquity | 1:03  |
| 20. | Godfather of Funk                 | Untitled Instrumental de James Brown Sir Nose D'Voidoffunk [Pay Attention - B3M] de Parliament Give Up the Funk (Tear the Roof Off the Sucker) de Parliament Get Up, Get Into It, Get Involved de James Brown Funkbox Party du Masterdon Committee                                                                                        | 3:05  |